# Pedro Lamy
José Pedro Lamy Viçoso (Aldeia Galega da Merceana, Portugal, 20 de marzo de 1972), más conocido como Pedro Lamy, es un piloto de automovilismo de velocidad portugués. Fue el primer piloto portugués en conseguir puntos en el campeonato mundial, durante el Gran Premio de Australia de 1995 con la escudería Minardi. Luego se destacó en gran turismos y sport prototipos, donde ganó el Campeonato FIA GT, Le Mans Series, las 24 Horas de Nürburgring y Petit Le Mans, además de sumar varios podios en las 24 Horas de Le Mans para Porsche, Chrysler y Peugeot.

## Carrera

### Inicios
Después de correr en karting, Lamy ganó la Fórmula Ford portuguesa en el año de su debut, 1989, con 17 años. Con Domingos Piedade como mánager. Lamy paso a la Fórmula Opel Lotus y ganó el campeonato en su segundo año.
En 1991, con la ayuda de Piedade. Pedro participó en el Campeonato de Alemania de Fórmula 3 en el equipo de Willi Weber, venciendo a Marco Werner en la lucha por el campeonato. En 1992 ganó el Masters de Fórmula 3 en el Circuito Zandvoort y terminó segundo en el Gran Premio de Macao.
En 1993 corrió para el equipo Crypton Engineering en Fórmula 3000 y terminó segundo a 1 punto del campeón Olivier Panis, y ganó el Gran Premio de Pau.

### Fórmula 1
En ese mismo año. Lamy tuvo la posibilidad de correr las cuatro últimas carreras del mundial de Fórmula 1 fue Piloto de Pruebas y Reserva junto a Wayne Gardner (Australia) y Christian Horner (Inglaterra) en sustitución de Alessandro Zanardi en el equipo Lotus. no ganó ningún punto, pero fue contratado como piloto del equipo para temporada 1994. Desafortunadamente, sufrió un grave accidente en los entrenamientos privados en el Circuito de Silverstone, rompiéndose las dos piernas y ambas muñecas y tuvo que estar en silla de ruedas durante toda la temporada.
Después de una intensa sesión fisioterapia, el firmó un contrato para correr la segunda mitad del campeonato 1995 con el equipo Minardi en sustitución de Pierluigi Martini y consiguiendo el único punto para el equipo en Adelaida. Lamy siguió con Minardi en 1996, sin lograr puntos. En ese año terminó su carrera deportiva en Fórmula 1, después de 32 grandes premios.

### Gran turismos y sport prototipos
Después de la Fórmula 1, Lamy compitió en el Campeonato FIA GT. Ganó en la clase GT2 en 1998 con un Dodge Viper del equipo Oreca. Corrió en las 24 Horas de Le Mans (donde llegó quinto) y en el Deutsche Tourenwagen Masters, pero no estaba contento con el trato de su equipo y terminó abandonándolo.
Lamy llegó quinto en las 24 Horas de Spa de 2003 con un Dodge Viper de Zakspeed y obtuvo la victoria en la clase G2. El portugués ganó las 24 Horas de Nürburgring dos veces seguidas (2002 y 2003).
En 2004 fue campeón de la clase GTS de la Le Mans Series con un Ferrari 550 de Larbre al ganar las cuatro carreras, y disputó las 24 Horas de Spa con un BMW M3 oficial, donde abandonó.
En 2005, Lamy fue piloto de Aston Martin en las 24 Horas de Le Mans, 12 Horas de Sebring, Petit Le Mans y la fecha de Laguna Seca de la American Le Mans Series; también corrió para BMW y Larbre en el Campeonato FIA GT, donde ganó cuatro carreras.
En ese mismo año, Lamy fue anunciado como piloto del A1 Team Portugal para el A1 Grand Prix. Sin embargo, Pedro nunca fue a las prueba y Álvaro Parente fue elegido como piloto principal.
Lamy continuó corriendo en el equipo oficial de Aston Martin en 2006; fue campeón de la clase GT1 de la Le Mans Series con dos victorias; quedó séptimo en la clase Gt1 de la American Le Mans Series al sumar tres victorias; y llegó décimo absoluto en las 24 Horas de Le Mans. Por otra parte, fue segundo en la clase G2 de las 24 Horas de Spa en un Porsche 911 oficial de Manthey.
Peugeot contrató a Lamy para correr su Peugeot 908 HDI FAP en las principales carreras de resistencia de 2007. Llegó segundo en las 24 Horas de Le Mans; y ganó tres de cinco carreras que disputó de la Le Mans Series, obteniendo los títulos de pilotos y equipos de LMP1 junto con su compañero Stéphane Sarrazin. Además, llegó segundo en las 24 Horas de Spa con una Maserati MC12 de Vitaphone. En 2008, llegó retrasado tanto en las 24 Horas de Le Mans como en las 12 Horas de Sebring, aunque ganó dos de las tres carreras de la Le Mans Series en que participó, siempre para Peugeot.
En 2009, Lamy llegó quinto en Sebring, sexto en Le Mans y segundo en Petit Le Mans para Peugeot; también finalizó cuarto en las 24 Horas de Daytona con un Dallara Ford de SunTrust, y abandonó en las 24 Horas de Spa en una Maserati MC12 de Vitaphone. El portugués llegó segundo en las 12 Horas de Sebring de 2010, ganó los 1000 km de Spa-Francorchamps, se retiró en las 24 Horas de Le Mans y ganó Petit Le Mans, todo ello en Peugeot. Por otra parte, finalizó sexto en las 24 Horas de Daytona, nuevamente en SunTrust; llegó cuarto en las 24 Horas de Spa en un BMW M3 oficial y segundo en la clase GTN; ganó la clase GT1 de los 1000 km de Zhuhai de la Copa Intercontinental Le Mans en un Saleen S7 de Larbre; y corrió una fecha del Campeonato Mundial de GT1 en un Aston Martin DBR9 de Fischer.

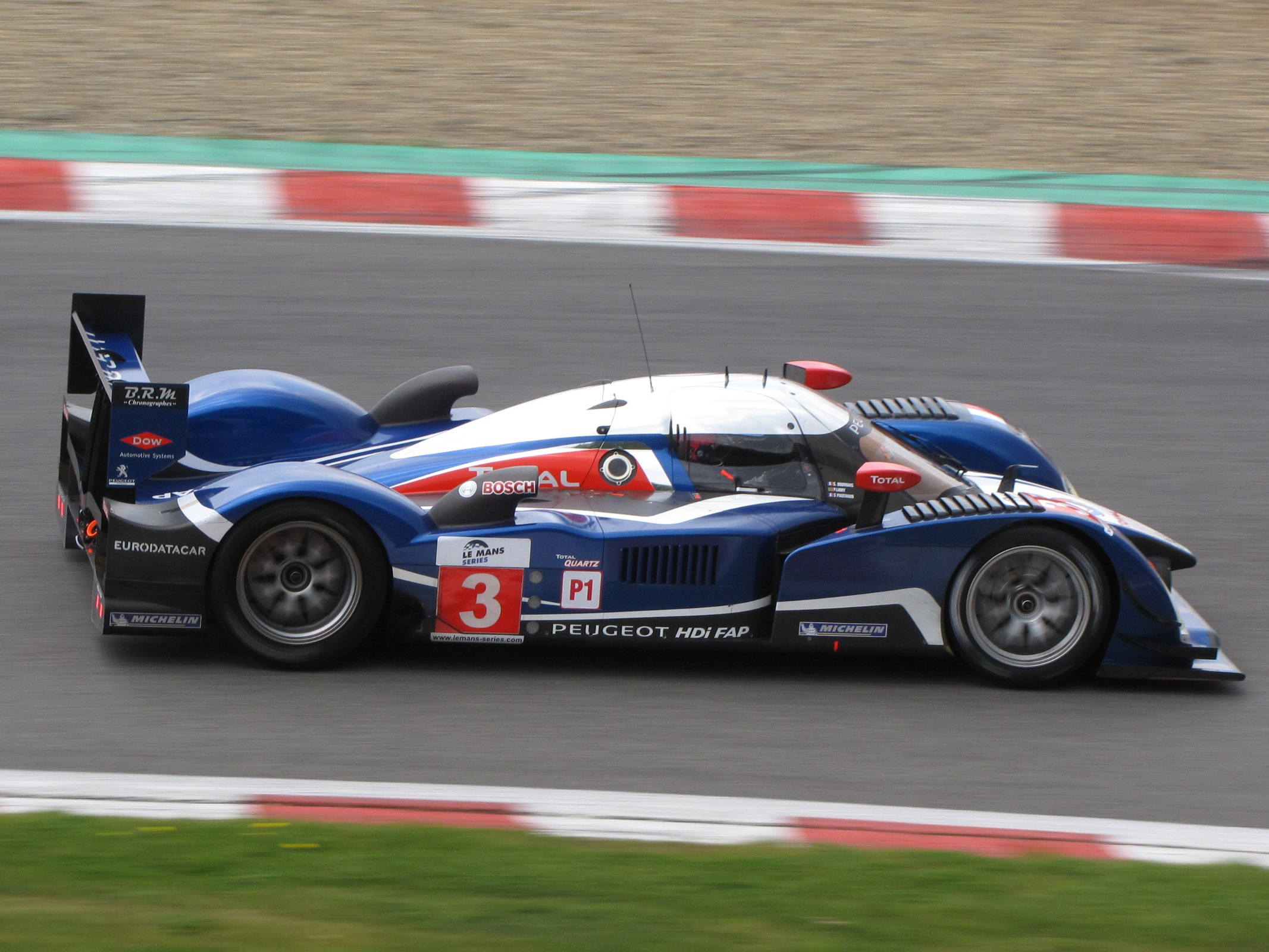
Peugeot 908 conducido por Lamy (2010).

Lamy disputó cuatro pruebas de la Copa Intercontinental Le Mans 2011. Con Peugeot, arribó tercero en las 12 Horas de Sebring, octavo en los 1000 km de Spa-Francorchamps y segundo en las 24 Horas de Le Mans. Luego disputó las 6 Horas de Imola en un BMW M3 oficial, que terminó a varias vueltas del ganador de la clase GT2.
Peugeot cerro su programa en resistencia, por lo que Lamy se convirtió en tercer piloto de Larbre para el nuevo Campeonato Mundial de Resistencia 2012. Al volante de un Chevrolet Corvette de la clase GTE-Am, obtuvo victorias en Le Mans, Fuji y Shanghái, ayudando a que el equipo obtuviera el título. El portugués también corrió en las 24 Horas de Nürburgring con un BMW Z4 oficial de Vita4One, donde finalizó noveno absoluto, y en las 24 Horas de Spa para ASM con un McLaren MP4-12C de la clase Pro-Am, debiendo abandonar.
El portugués volvió al equipo oficial de Aston Martin para la temporada 2013. Obtuvo dos podios en el Campeonato Mundial de Resistencia al volante de un Aston Martin Vantage de la clase GTE-Pro, por lo que se ubicó 14º en el campeonato de pilotos, y aportó puntos para que la marca obtuviera el subcampeonato.
También en 2013, corrió con Aston Martin en las 12 Horas de Sebring, donde llegó retrasado, y las 24 Horas de Nürburgring, donde terminó décimo absoluto. Por otra parte, disputó las 24 Horas de Daytona y las fechas de Road Atlanta y Detroit de la Grand-Am Rolex Sports Car Series, en este caso con un Chevrolet Corvette DP de 8Star, y las 6 Horas de Watkins Glen con un BMW M3 de Turner.

## Resultados

### Fórmula 1
(Clave) (negrita indica pole position) (cursiva indica vuelta rápida)

| Año  | Escudería               | 1       | 2      | 3       | 4      | 5     | 6       | 7       | 8       | 9      | 10      | 11     | 12      | 13      | 14      | 15     | 16      | 17    | Pos. | Puntos |
| ---- | ----------------------- | ------- | ------ | ------- | ------ | ----- | ------- | ------- | ------- | ------ | ------- | ------ | ------- | ------- | ------- | ------ | ------- | ----- | ---- | ------ |
| 1993 | Team Lotus              | RSA     | BRA    | EUR     | SMR    | ESP   | MON     | CAN     | FRA     | GBR    | GER     | HUN    | BEL     | ITA 11  | POR Ret | JPN 13 | AUS Ret |       | 30.º | 0      |
| 1994 | Team Lotus              | BRA 10  | PAC 8  | SMR Ret | MON 11 | ESP   | CAN     | FRA     | GBR     | GER    | HUN     | BEL    | ITA     | POR     | EUR     | JPN    | AUS     |       | 28.º | 0      |
| 1995 | Minardi Scuderia Italia | BRA     | ARG    | SMR     | ESP    | MON   | CAN     | FRA     | GBR     | GER    | HUN 9   | BEL 10 | ITA Ret | POR Ret | EUR 9   | PAC 13 | JPN 11  | AUS 6 | 18.º | 1      |
| 1996 | Minardi Team            | AUS Ret | BRA 10 | ARG Ret | EUR 12 | SMR 9 | MON Ret | ESP Ret | CAN Ret | FRA 12 | GBR Ret | GER 12 | HUN Ret | BEL 10  | ITA Ret | POR 16 | JPN 12  |       | 20.º | 0      |

### Campeonato Mundial de Resistencia de la FIA
(Clave) (negrita indica pole position) (cursiva indica vuelta rápida)

| Año     | Escudería           | Clase     | Automóvil                | 1   | 2   | 3   | 4   | 5   | 6   | 7   | 8   | 9   | Pos. | Puntos | Ref.  |
| ------- | ------------------- | --------- | ------------------------ | --- | --- | --- | --- | --- | --- | --- | --- | --- | ---- | ------ | ----- |
| 2012    | Larbre Compétition  | LMGTE Am  | Chevrolet Corvette C6.R  | SEB | SPA | LMS | SIL | SÃO | BHR | FUJ | SHA |     | 67.º | 2.5    | [ 1 ] |
| 2012    | Larbre Compétition  | LMGTE Am  | Chevrolet Corvette C6.R  | 20  |     | 18  |     |     |     | 21  | 19  |     | 67.º | 2.5    | [ 1 ] |
| 2013    | Aston Martin Racing | LMGTE Pro | Aston Martin Vantage GTE | SIL | SPA | LMS | SÃO | COA | FUJ | SHA | BHR |     | 11.º | 42.75  | [ 2 ] |
| 2013    | Aston Martin Racing | LMGTE Pro | Aston Martin Vantage GTE | 3   | 6   | Ret | 11  | Ret | 13  | 2   | Ret |     | 11.º | 42.75  | [ 2 ] |
| 2014    | Aston Martin Racing | LMGTE Am  | Aston Martin Vantage GTE | SIL | SPA | LMS | COA | FUJ | SHA | BHR | SÃO |     | 2.º  | 164    | [ 3 ] |
| 2014    | Aston Martin Racing | LMGTE Am  | Aston Martin Vantage GTE | 2   | 3   | 5   | 1   | 2   | 1   | 3   | 1   |     | 2.º  | 164    | [ 3 ] |
| 2015    | Aston Martin Racing | LMGTE Am  | Aston Martin Vantage GTE | SIL | SPA | LMS | NÜR | COA | FUJ | SHA | BHR |     | 3.º  | 144    | [ 4 ] |
| 2015    | Aston Martin Racing | LMGTE Am  | Aston Martin Vantage GTE | 1   | 1   | NC  | 2   | 5   | 2   | 2   | 1   |     | 3.º  | 144    | [ 4 ] |
| 2016    | Aston Martin Racing | LMGTE Am  | Aston Martin Vantage GTE | SIL | SPA | LMS | NÜR | MEX | COA | FUJ | SHA | BHR | 3.º  | 149    | [ 5 ] |
| 2016    | Aston Martin Racing | LMGTE Am  | Aston Martin Vantage GTE | 2   | 1   | Ret | 1   | Ret | 1   | 1   | 1   | Ret | 3.º  | 149    | [ 5 ] |
| 2017    | Aston Martin Racing | LMGTE Am  | Aston Martin Vantage GTE | SIL | SPA | LMS | NÜR | MEX | COA | FUJ | SHA | BHR | 1.º  | 192    | [ 6 ] |
| 2017    | Aston Martin Racing | LMGTE Am  | Aston Martin Vantage GTE | 2   | 1   | 4   | 3   | 2   | 1   | 5   | 1   | 1   | 1.º  | 192    | [ 6 ] |
| 2018-19 | Aston Martin Racing | LMGTE Am  | Aston Martin Vantage GTE | SPA | LMS | SIL | FUJ | SHA | SEB | SPA | LMS |     | 8.º  | 77     | [ 7 ] |
| 2018-19 | Aston Martin Racing | LMGTE Am  | Aston Martin Vantage GTE | 1   | Ret | 4   | 3   | 5   | 8   | 6   | Ret |     | 8.º  | 77     | [ 7 ] |